# سابينا فلوريان
سابينا فلوريان (بالإيطالية: Sabina Florian)‏ هي لاعبة هوكي الجليد إيطالية، ولدت في 28 مايو 1983 في بولسانو في إيطاليا.

## وصلات خارجية
- سابينا فلوريان على موقع EliteProspects.com (الإنجليزية)
- سابينا فلوريان على موقع Eurohockey.com (الإنجليزية)
- سابينا فلوريان على موقع أوليمبيديا (الإنجليزية)